# An Echo in the Bone
An Echo in the Bone (Portugal: Um Eco do Passado / Brasil: Ecos do Futuro) é o sétimo livro da série literária Outlander, da escritora norte-americana Diana Gabaldon. Foi publicado em 22 de setembro de 2009 nos EUA pela editora Delacorte Press. Tanto no Brasil quanto em Portugal, o livro foi publicado em duas partes em 2011 e 2019, respectivamente. Este livro contém os gêneros de romance e fantasia. 
Neste livro, as aventuras de Claire - médica nascida no século XX que viajou para o século XVIII - e Jamie Fraser - um escocês do século XVIII - continuam na América durante a Revolução, acompanhados por seu sobrinho Ian Murray, amigo de longa data Lord John Gray e filho ilegítimo de Jamie, William Ransom. A trama também segue a filha de Jamie e Claire, Brianna, e seu marido Roger MacKenzie, que retornaram ao século XX com seus dois filhos, Jem e Mandy.

## Enredo
Brianna e Roger com seus filhos Jem e Mandy estão seguros no século XX em Lallybroch. Eles leem cartas de Claire e Jamie do passado, uma das quais menciona ouro escondido. A localização do ouro é conhecida apenas por Jem, e Brianna e Roger decidem não perguntar a Jem sobre isso. William Buccleigh, ancestral escocês de Roger que o levou a ser enforcado injustamente após a Batalha de Alamance, viajou acidentalmente pelas pedras e perturba a família MacKenzie por sua presença inesperada em 1980. Ele parece não causar danos e gostaria de voltar ao passado. Dada sua data de morte no registro da família, Brianna e Roger acreditam que é improvável que retorne com segurança à sua família. Rob Cameron, um dos colegas de trabalho de Brianna, sequestra Jem. Parece que ele levou Jem através das pedras, e Roger e Buck atravessam as pedras em busca de Jem. Depois que eles se foram, Rob aparece na casa de Brianna e diz que ela deveria pedir a Jem para divulgar a localização do ouro. Jem está trancado em um túnel subterrâneo sob o Loch Errochty, onde Brianna e Rob trabalham para o Hydro Electric Board. Ele encontra o trem elétrico e começa a avançar em completa escuridão. A situação seria angustiante o suficiente, mas o pior medo de Brianna é que Jem encontre o caminho para o portal do tempo que ela havia sentido lá embaixo.
Enquanto isso, no passado, William Ransom, nono conde de Ellesmere, se envolve na Revolução Americana e sofre várias desventuras. Ele realiza algumas missões de inteligência malsucedidas a pedido do capitão Richardson, e não vê ação militar até a batalha de Saratoga, onde ele finalmente se distingue. Arch e Murdina Bug vão atrás do ouro escondido em Fraser's Ridge, e em um breve conflito o Jovem Ian atira e mata a Sra. Bug com uma flecha. Ian se sente muito culpado por matar a Sra. Bug, que era uma figura de avó para ele, e Arch declara que ele esperará até Ian ter alguém que valha a pena perder e depois se vingar. Claire, Jamie e Ian deixam sua casa na montanha, com destino à Escócia. Eles planejam ver Jenny, Ian e seus filhos, e também recuperar a impressora de Jamie e trazê-la de volta para a América. Jamie não quer se envolver em nenhuma batalha, pois não quer ser forçado a enfrentar seu filho William por um rifle.
Enquanto Claire, Jamie e o jovem Ian estão a caminho da Escócia, uma série de conflitos envolvendo gangues da imprensa e corsários força seu retorno aos Estados Unidos, envolvendo-os na guerra. Jamie acidentalmente tira o chapéu da cabeça de William em uma das batalhas de Saratoga. O primo de Jamie, um general-brigadeiro do lado britânico, é morto, e Jamie e Claire são convidados a levar seu corpo de volta para a Escócia. Um estranho tenta chantagear Jamie, mas Ian o mata e deixa seu cachorro Rollo com uma mulher quaker chamada Rachel Hunter, por quem Ian se apaixonou. Jamie, Claire e Ian chegam à Escócia. Ian, o mais velho, marido da irmã de Jamie, Jenny e melhor amiga de infância de Jamie, está morrendo. Ian e Jenny estão felizes que Ian, o mais novo, voltou a tempo de ver seu pai pela última vez, mas Jenny é hostil a Claire, que é incapaz - e, na mente de Jenny, não quer - de curar Ian. Jamie pede desculpas a Laoghaire por sua contribuição à sua infelicidade, e enquanto ela ainda está com raiva, ela se apaixonou por outro homem e parece ter finalmente encontrado sua paz. A filha de Laoghaire (e a filha adotiva de Jamie) Joan precisa que Laoghaire se case com um criado para que ela possa se tornar freira; caso contrário, ela acredita que seu dever é cuidar de sua mãe e impedi-los de pecar. Chega uma carta da filha mais velha de Laoghaire, Marsali; seu filho Henri-Christian está muito doente e ela precisa que Claire retorne imediatamente. Claire faz um acordo com Laoghaire - ela atenderá imediatamente o neto de Laoghaire, Henri-Christian, se Laoghaire se casar com seu amante, pare de ficar com Jamie e ajude Joan a se tornar freira. Claire se recusa a mencionar que ela teria ido de qualquer maneira, já que ela considera Henri-Christian seu neto também. Claire parte, junto com Ian, que quer encontrar e se casar com Rachel.
Claire é capaz de salvar a vida de Henri-Christian, com a ajuda de Lord John. Ela também salva com sucesso o sobrinho ferido de Lord John, Henry. A sobrinha de Lord John, Dottie, veio para a América também, fingindo que está apaixonada por William, enquanto na verdade está apaixonada pelo irmão de Rachel, médico quaker Denzell Hunter. Claire recebe uma carta de Jamie, dizendo que Ian morreu e Jenny decidiu deixar Lallybroch e vir com Jamie para a América. Algum tempo depois, Claire recebe notícias devastadoras - o navio em que Jamie e Jenny estavam afundou, sem sobreviventes. Lord John também está muito perturbado. Claire está prestes a ser presa por ser uma espiã. Lorde John insiste em se casar com Claire para sua proteção, bem como para a proteção de Fergus, Marsali e seus filhos, como um último serviço para Jamie. Claire concorda. Eles são amigos e dormem juntos para esquecer a dor da perda.
Arch Bug tenta matar Rachel, mas Ian luta com ele. Arch quase tira o braço de Ian com um machado, então William atira e mata Arch. O braço de Ian está bem, apenas músculos e ossos foram feridos, mas não os nervos. Ian e Rachel estão apaixonados. Jamie chega repentinamente à casa de lorde John, muito vivo. Depois de uma breve reunião com Claire, ele finge que Lord John é refém e foge, mas não antes que William o veja e perceba que Jamie é seu pai por causa da semelhança familiar. William fica furioso e sai de casa.

## Personagens
- Claire Elizabeth Beauchamp Randall Fraser - Principal personagem feminina em torno da qual a série gira. Enfermeira/Médico. Nascida em 1918 e casada no século XX com o professor/historiador Frank Randall, Claire visita as pedras em Craigh na Dun, na Escócia, em Beltane (1 de maio), enquanto estava em uma segunda lua de mel com Frank em 1946, e acidentalmente se encontra no século XVIII nas Highlands da Escócia em 1743. Ela é forçada a se casar com James Alexander Malcolm MacKenzie Fraser (Jamie), por quem eventualmente se apaixona. Ela é mãe de Faith (natimorto, século XVIII) e Brianna, mãe adotiva de Fergus e sogra de Marsali. Retornou através das pedras ao século XX em 1746 para proteger a filha não nascida dela e de Jamie (que nasceu em Boston no século XX). Vinte anos depois, após a morte de Frank Randall, Claire descobre (através da pesquisa de Roger) que Jamie provavelmente não morreu em Culloden, e ela volta através das pedras para 1766 para procurá-lo.

- James Alexander Malcolm MacKenzie Fraser - Laird de Lallybroch (Escócia) e Fraser's Ridge, Carolina do Norte. Ex-detento da prisão de Ardsmuir. Marido de Claire do século XVIII, a quem ele chama carinhosamente de "Sassenach". Pai da Faith (natimorto - mãe: Claire), Brianna (mãe: Claire) e William Ransom (mãe: Geneva Dunsany), padrasto de Marsali e Joan (mãe: ex-esposa Laoghaire), pai adotivo de Fergus.

- Lord John William Gray - Veterano aposentado da Revolta de 1745 e da Guerra dos Sete Anos. O ex-governador da prisão de Ardsmuir. Amigo de longa data de Jamie e Claire. Padrasto de William Ransom, irmão de Harold Gray, duque de Pardloe e tio de Benjamin, Henry, Adam e Dorothea Gray.

- Tenente Lord William Ransom - O 9º Conde de Ellsmere, enteado de Lord John Gray e filho ilegítimo de James Fraser e Geneva Dunsany. Primo dos filhos de Hal Gray, duque de Pardloe, bem como dos filhos de Jenny e Ian Murray.

- Ian Murray (Jovem Ian) - Filho de Jenny e Ian Murray, sobrinho de Jamie e primo de Fergus, Brianna e William. Foi membro do Povo Mohawk, mas retornou ao Ridge com Rollo, seu cão meio lobo.

- Brianna Ellen Fraser MacKenzie - Filha de Jamie e Claire, nascida no século XX em Boston e criada por Claire e Frank Randall. Chega no século XVIII em 1769. Ela se casa com Roger e eles têm dois filhos: um filho, Jeremiah, conhecido como "Jemmy" e uma filha, Amanda Claire MacKenzie (Mandy). Retornou ao século XX no final de A Breath of Snow and Ashes devido à condição cardíaca do bebê Amanda.

- Roger MacKenzie Wakefield - Professor e historiador de Oxford, ministro e professor de gaélico. Descendente do século XX de Geillis Duncan e Dougal MacKenzie, sobrinho-neto e filho adotivo do Rev. Reginald Wakefield (Outlander) e genro de Jamie e Claire. Chega no século XVIII em 1769. Casado com Brianna e pai de Jemmy e Mandy. No final de A Breath of Snow and Ashes, leva sua família de volta ao século XX para obter ajuda médica para a condição cardíaca do bebê Amanda. A família passa a morar na atual Lallybroch, a casa da família Fraser.

- Jeremiah "Jemmy" Alexander Ian Fraser MacKenzie - O filho de Roger e Brianna, nascido na Carolina do Norte colonial do século XVIII e que, como seus pais, a avó Claire e a irmã Amanda, pode viajar no tempo.

- Amanda "Mandy" Claire Hope MacKenzie - Filha de Roger e Brianna, nascida na Carolina do Norte colonial do século XVIII e que, como seus pais, a avó Claire e o irmão Jemmy, pode viajar no tempo. Sua condição médica fez com que seus pais viajassem de volta ao futuro, para corrigi-lo. Jemmy foi com eles.

- Fergus Claudel Fraser - Impressor francês de jornal e espião. Filho adotivo de Jamie e Claire. Aparece pela primeira vez em Dragonfly in Amber. Casado com Marsali.

- Marsali Fraser - Filha de Laoghaire, enteada e nora de Jamie e nora de Claire. Aparece pela primeira vez no Voyager. Casada com Fergus e mãe de Germain, Joan, Félicite e Henri-Christian.

- Henri-Christian Fraser - O filho mais novo de Fergus e Marsali, que é anão.

- Janet "Jenny" Fraser Murray - A ex-dama de Lallybroch, século XVIII, casada com Ian Murray Sr. Irmã mais velha de James Fraser e mãe de Jamie, Maggie, Katherine, Michael, Janet e Ian.

- Ian Murray, Sr - Melhor amigo de infância de Jamie Fraser. Casado com Janet "Jenny" Fraser, a amada irmã mais velha de Jamie.

- Tom Christie - Um ex-detento da prisão de Ardsmuir. O pai de Malva e Allan. Apaixonado por Claire. Chega ao Ridge no final de The Fiery Cross.

- Denys Randall-Isaacs - O filho de Alex Randall, filho adotivo de Jonathan "Black Jack" Randall e ancestral de Frank Randall, marido do século XX de Claire Fraser.

- Perseverance "Percy" Wainwright Beauchamp - Espião inglês casado com uma membro família nobre francesa. Amante de um tempo (e mais tarde, meio-irmão) de Lord John Gray.

- Dr. Denzell Hunter - Médico quacre do Exército Revolucionário Americano.

- Rachel Hunter - Enfermeira quacre que ajuda seu irmão a servir no Exército Revolucionário Americano. Interesse amoroso de Ian Murray Jr.